# Гаврилюк Василь Володимирович
Василь Володимирович Гаврилюк (нар. 2 березня 1991) — український футболіст, що виступає на позиції захисника.

## Життєпис
Василь Гаврилюк народився 2 березня 1991 року. У 2008 році виступав у складі ДЮСШ «Зеніт» (Боярка), в складі якого провів 8 матчів. У 2009 році підписав свій перший професійний контракт з овідіопольським «Дністром», кольори якого захищав до 2010 року. У складі «Дністра» дебютував 29 березня 2009 році в домашньому матчі 20-го туру чемпіонату України серед клубів першої ліги проти «Кримтеплиці». Матч завершився нульовою нічиєю. Василь в тому поєдинку вийшов у стартовому складі й відіграв увесь поєдинок. У футболці ковалівського клубу в чемпіонатах України зіграв 31 матч, у кубку України зіграв 2 матчі.
У 2011 році підтримував форму в складі ДЮСШ «Зеніт» (Боярка).
З 2012 року захищає кольори клубу «Колос» (Ковалівка).

## Досягнення

### На професійному рівні
- Друга ліга:
  -  Переможець (1): 2015-16

### На любительському рівні
- Чемпіонат України серед аматорів:
  -  Бронзовий призер (1): 2015

- Чемпіонат Київської області:
  -  Чемпіон (3): 2012, 2013, 2014

- Кубок Київської області:
  -  Володар (1): 2014

- Суперкубок Київської області:
  -  Володар (3): 2012, 2013, 2014

- Меморіал Олександра Щанова:
  -  Фіналіст (1): 2013

- Меморіал Олега Макарова:
  -  Володар (1): 2015